# Bay Ridge
Bay Ridge (in italiano "Cresta della Baia") è un quartiere residenziale sito nell'angolo sud-ovest di Brooklyn, a New York.
È circondato dal Sunset Park a nord, da Dyker Heights a est, dallo stretto dei Narrows e dalla Belt Parkway a ovest, da Fort Hamilton a sud-est e dal Ponte di Verrazzano a sud.

## Storia
La porzione meridionale di Brooklyn venne originariamente colonizzata dagli indiani Canarsee, uno dei popoli nativi americani Lenape, i quali commerciavano con altri indigeni e, dall'inizio del XVII secolo, anche con i coloni olandesi e inglesi. Fino al XIX secolo, nell'attuale quartiere esistevano due villaggi: Yellow Hook a nord, chiamato così per il colore del suolo, e Fort Hamilton a sud, chiamato così per l'edificio militare al centro del paese. La zona incominciò a svilupparsi dal 1830 come destinazione vacanziera, e dal 1850 un gruppo di artisti vi si trasferì e fondò la colonia di Ovington Village, iniziando la parziale urbanizzazione di un'area che sino ad allora era stata per lo più adibita a fattoria.
Fino alla fine del XIX secolo, Bay Ridge rimase una zona rurale relativamente isolata raggiungibile mediante diligenze o, dopo il 1878, da carrozze a vapore. Lo sviluppo dell'area decollò quando cominciò ad essere costruita la linea della metropolitana Fourth Avenue (oggi usata dalla linea R), conclusasi nel 1916. Nel 1964 si procedette inoltre alla costruzione del Ponte di Verrazzano, che collega Bay Ridge a Staten Island.

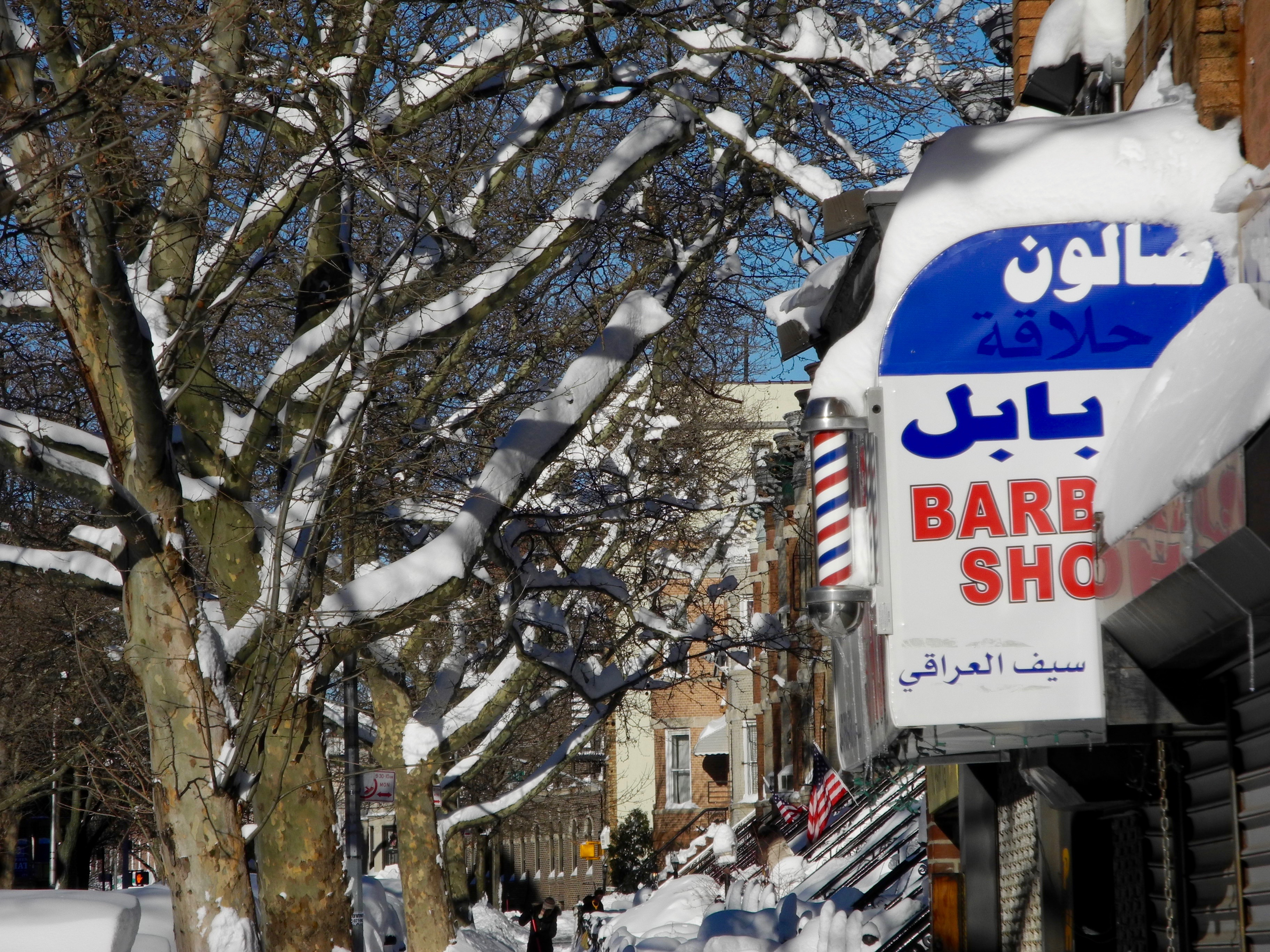
La comunità araba di bay Ridge è molto forte nel quartiere

## Cultura
Bay Ridge è in gran parte un quartiere della classe media, e non è insolito vedere nuclei familiari residenti di terza o quarta generazione. Fino agli anni '90 era abitato per lo più da immigrati irlandesi, italiani, greci, libanesi, siriani, palestinesi e norvegesi. L'impronta nordica si riscontra inoltre nella parata del Giorno della Costituzione norvegese (syttende mai), che porta a sfilare centinaia di persone lungo la Third Avenue. La celebrazione si conclude nel Leif Ericson Park, dove "Miss Norvegia di New York" viene incoronata vicino alla statua dell'esploratore vichingo Leif Ericson (donata dal principe Olav V di Norvegia nel 1939).
La popolazione di Bay Ridge è oggi di circa 80 000 abitanti, con una rilevante componente irlandese, italiana e greca. Come altre aree nel sud e sud-ovest di Brooklyn, gli ultimi decenni del XX secolo sono coincisi con un rilevante afflusso di russi, polacchi e libanesi, nonché di cinesi. Negli ultimi decenni, inoltre, molti mediorientali e arabi americani si sono trasferiti nel quartiere. In ragione della sua multietnicità, Bay Ridge è sede di molti ristoranti etnici, specialmente lungo la Third e la Fifth Avenue.

## Trasporti
Il quartiere è servito dalla metropolitana di New York attraverso le stazioni Bay Ridge Avenue, 77th Street, 86th Street e Bay Ridge-95th Street della linea BMT Fourth Avenue, dove fermano i treni della linea R. Attraverso il quartiere transitano anche diverse linee automobilistiche gestite da NYCT Bus.

## Curiosità
- Il film cult del 1977 La febbre del sabato sera è in parte ambientato a Bay Ridge, dove abita la famiglia del protagonista italo-americano Tony Manero (interpretato da John Travolta).